# Мир (комедия)
«Мир» (др.-греч. Εἰρήνη) — комедия древнегреческого комедиографа Аристофана.
Поставлена в 421 году до н. э. на Великих Дионисиях; получила вторую награду (первыми были «Льстецы» Евполида, третьими — «Земляки» Левкона). Вместе с «Ахарнянами» и «Лисистратой» относится к антивоенным комедиям Аристофана. Отличается оптимистическим, праздничным духом, что связывают с заключением в том же году Никиева мира.

## Сюжет
Пожилой виноградарь Тригей, уставший от войны и раздоров между греческими городами, на гигантском навозном жуке отправляется на небо, чтобы поговорить с Зевсом.
Прибыв туда, Тригей узнаёт от Гермеса, что Зевс с другими богами в отлучке, а вместо них в доме богов поселился Полемос (Война). Полемос бросил богиню мира Эйрену в пещеру и завалил камнями; вместе с прислуживающим ему Ужасом он собирается «стереть в порошок» греческие города в огромной ступке, изображающей войну.
Тригей при помощи греческих поселян, составляющих в этой комедии хор, освобождает Эйрену, а вместе с ней — Жатву и Ярмарку (в виде двух молодых девушек), и приводит их на землю.
Далее следует подготовка к большому пиру с рядом комических эпизодов; завершается пьеса свадьбой Тригея и Жатвы.

## Факты
- Как и другие комедии Аристофана, «Мир» содержит множество сатирических и политических выпадов. Язвительно высмеиваются недавно умершие политики — афинянин Клеон и спартанец Брасид, пародируется Еврипид.
- «Война» и «мир», предстающие в комедии в очеловеченном виде, имеют в древнегреческом языке не тот род, что в русском. В первоначальном варианте перевода А. И. Пиотровского бога войны зовут Раздор, богиню мира — Тишина.
- Богиню Эйрену в постановке, по-видимому, представлял не человек, а статуя.